# Rima Hadley
La rima Hadley és una esquerda sinuosa de la Lluna. Porta el nom del proper Mons Hadley, muntanya de 4600 m d'altitud. El seu nom procedeix del matemàtic i astrònom anglès John Hadley. La rima està situada en la vora oriental de Palus Putredinis, al peu dels Montes Apenninus.
L'esquerda té una longitud de 120 km de llarg, una amplària de 2 km, i una profunditat de 300 m, presentant les seves parets una inclinació de 45°. En l'extrem nord presenta un colze de 90°, per a, més tard, després de dirigir-se al sud-oest, vorejar el crateret Hadley C en el seu tram central, i després prosseguir en direcció sud-oest. El seu origen probablement és un antic túnel de circulació de lava, la volta de la qual s'hauria enfonsat amb el temps.

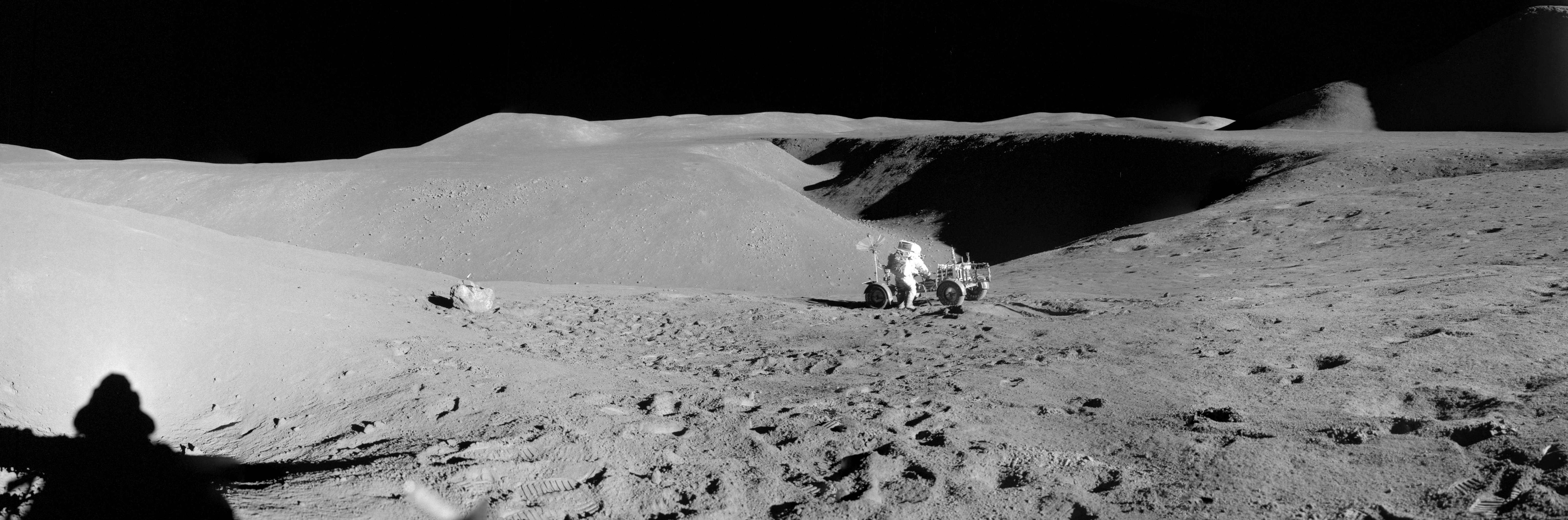
Rima Hadley. Imatge presa pels astronautes de la missió Apol·lo 15.

En 1971 va allunar als seus voltants l'Apol·lo 15, arribant els astronautes amb el Rover lunar fins a la vora de l'esquerda, on van instal·lar una estació científica anomenada ALSEP.

## Cràters propers
Prop d'aquesta rima es localitzen quatre petits cràters, els noms assignats dels quals per la UAI es mostren en la següent taula:
| Cràter | Coordenades                        | Dièmetro  | Origen del nom       |
| ------ | ---------------------------------- | --------- | -------------------- |
| Béla   | 24° 42′ N, 2° 18′ E / 24.7°N,2.3°E | 11 × 2 km | Nom masculí hongarès |
| Carlos | 24° 54′ N, 2° 18′ E / 24.9°N,2.3°E | 4 km      | Nom masculí espanyol |
| Jomo   | 24° 24′ N, 2° 24′ E / 24.4°N,2.4°E | 7 km      | Nom masculí africà   |
| Taizo  | 24° 42′ N, 2° 12′ E / 24.7°N,2.2°E | 6 km      | Nom masculí japonès  |